# Lycaeides caspica
Lycaeides caspica är en fjärilsart som beskrevs av Forster 1936. Lycaeides caspica ingår i släktet Lycaeides och familjen juvelvingar. Inga underarter finns listade i Catalogue of Life.